# Philippe Fouchard
Pour les articles homonymes, voir Fouchard.
Philippe Fouchard, né le 5 février 1937 à Besançon (Doubs) et mort le 3 janvier 2004 à Charm el-Cheikh (Égypte), est un juriste et un consultant en droit commercial international à la renommée internationale.

## Biographie
Disciple de Berthold Goldman, Philippe Fouchard était professeur émérite à l'Université de Paris II Panthéon-Assas, où il s'était spécialisé dans l'arbitrage commercial international et a longtemps été responsable de l'École doctorale de droit international, droit européen, relations internationales et droit comparé. Il intervenait fréquemment en tant qu'arbitre.
Dans les années 1990, il a créé avec Serge Guinchard un diplôme de troisième cycle, aujourd'hui Master 2 "Contentieux, Arbitrage et Modes Alternatifs de Règlement des Conflits" à Assas.
Il était rédacteur en chef de la Revue de l'arbitrage depuis sa création en 1970, expert à l'ONU sur les questions d'endettement, président du conseil d'administration du Centre d'études des modes alternatifs de règlement des conflits.
Outre de nombreux articles, il était l'un des trois auteurs d'un Traité de l'arbitrage international aux côtés des professeurs Berthold Goldman et Emmanuel Gaillard. Cet ouvrage fait autorité en la matière et a été traduit en anglais.
Philippe Fouchard meurt le 3 janvier 2004 dans l'accident d'avion de Flash Airlines à Charm el-Cheikh en Égypte, à l'âge de 66 ans. Meurent avec lui dans ce crash aérien, son épouse, sa fille et son gendre, l'un de ses fils et sa belle-fille, et cinq de ses petits-enfants.
La Cour de cassation a organisé une journée d'hommage le 11 mars 2005.
Il existe également un prix Philippe Fouchard.